# Леопольдо Лугонес
Леопо́льдо Луго́нес (ісп. Leopoldo Lugones; 13 червня 1874 — 18 лютого 1938) — аргентинський поет, журналіст і політик.

## Біографія
Леопольдо Лугонес народився 13 червня 1874 року у провінції Кордова і був першим сином у родині Сантьяго Лугонеса і Кустодії Аргуельйо. В дитинстві Лугонес разом з родиною переїхав до Сантьяго-дель-Естеро.
Навчався Леопольдо у Національному коледжі Монсеррат у місті Кордова. 1892 року туди перебралася і його родина. У той же час Лугонес розпочав свою творчу діяльність у галузі журналістики і літератури. Перші роботи письменника просякнуті ідеями атеїзму, анархізму і соціалізму.
1896 року він переїжджає до Буенос-Айреса й одружується з Хуаною Агудело. 1897 року народжується його єдиний син Поло. Того ж року виходить його перша книга «Золоті гори», натхнення для якої Лугонес черпав з праць французьких символістів.
13 листопада 1899 року Лепольдо Лугонес вступає до масонської ложі.
1906 року виходить його збірка містичних оповідань «Дивні сили». Ця книга поряд з «Трагічними оповіданнями» (1926) вважається однією з основоположних у жанрі короткої прози в Аргентині.
1920 року Лугонес зацікавлюється націоналістичними ідеями і пише політичну книгу «Моя війна». Незважаючи на фашистські нахили, 1926 року він отримує Національну літературну премію, а 1928 року стає президентом Аргентинської спілки письменників. Згодом Лугонес стає одним з впливових пропагандистів військового перевороту, здійсненого Хосе Феліксом Урібуру 6 вересня 1930 року, завдяки чому псує відносини з інтелектуальними колами Буенос-Айреса.
1935 року Лугонес пише передмову до книги «Найбільша брехня в історії: Протоколи сіонських мудреців», де розвінчує антисемітські міфи.
18 лютого 1938 року через політичні мотиви Лепольдо Лугонес вчиняє самогубство, випивши ціанід. Доля його родини також була трагічною. Єдиний син Лугонеса, Поло, покінчив з собою 1971 року. Його дочка Сусана зникла безвісти у грудні 1978 року під час Брудної війни, а її син наклав на себе руки. Інша дочка Лугонеса, Кармен, досі жива.

### Поезія
- Повільна насолода / Delectación Morosa
- Сутінки в саду / Los crepúsculos del jardín (1905)
- Сентиментальний календар / Lunario sentimental (1909)
- Стародавні оди / Odas seculares (1910)
- Достовірна книга / El libro fiel (1912)
- Книга пейзажів / El libro de los paisajes (1917)
- Золоті години / Las horas doradas (1922)
- Фамільні вірші / Poemas solariegos (1927)
- Романси Ріо-Секо / Romances del Río Seco (1938)
- Збірка пісень Аглаури / Cancionero de Aglaura.
- Чиста самотність / La Blanca Soledad

### Проза
- Війна гаучо / La guerra gaucha (1905)
- Дивні сили / Las fuerzas extrañas (1906)
- Трагічні оповідання / Cuentos fatales (1926)
- Мертвий чоловік / El Hombre Muerto (1907)
- Ангел тіні / El Ángel de la Sombra (роман, 1926)